# Сифуэнтес, Хосе
Хосе Адонис Сифуэнтес Чаркопа (исп. José Adoni Cifuentes Charcopa; род. 12 марта 1999, Эсмеральдас, Эквадор) — эквадорский футболист, полузащитник клуба «Рейнджерс» и сборной Эквадора. Участник чемпионата мира 2022 года.

## Клубная карьера
Сифуэнтес начал профессиональную карьеру в клубе «Универсидад Католика» из Кито. 17 июля 2017 года в матче против «Фуэрса Амарилья» он дебютировал в эквадорской Примере. В середине 2017 года Сифуэнтес на правах аренды перешёл в «Америка де Кито», выступающий во второй лиге Эквадора. В 2019 году Хосе помог команде выйти в элиту.
В начале 2020 года Сифуэнтес перешёл в клуб MLS «Лос-Анджелес», подписав четырёхлетний контракт. Сумма трансфера составила $3 млн. Ещё $100 тыс. в общих распределительных средствах «Лос-Анджелес» выплатил «Орландо Сити». В главной лиге США он дебютировал 1 марта в матче стартового тура сезона 2020 против «Интер Майами». 2 сентября в матче против «Сан-Хосе Эртквейкс» он забил свой первый гол в MLS.
3 августа 2023 года Сифуэнтес перешёл в клуб чемпионата Шотландии «Рейнджерс», подписав четырёхлетний контракт. Стоимость трансфера, по сведениям шотландской прессы, составила 1,2 млн фунтов стерлингов. За «Рейнджерс» он дебютировал 9 августа в матче квалификации Лиги чемпионов УЕФА 2023/24 против швейцарского «Серветта», заменив на 77-й минуте Райана Джека.

## Международная карьера
В 2019 году Сифуэнтес в составе молодёжной сборной Эквадора стал победителем молодёжного чемпионата Южной Америки в Чили. На турнире он сыграл в матчах против команд Парагвая, Перу, Колумбии, Венесуэлы, Бразилии, а также дважды Уругвая и Аргентины. В поединке против аргентинцев Хосе забил гол.
В 2019 году в составе молодёжной сборной Эквадора Сифуэнтес принял участие в молодёжном чемпионате мира в Польше. На турнире он сыграл в матчах против команд Японии, Мексики, Уругвая, США, Южной Кореи и дважды Италии. В поединке против американцев Хосе забил гол.
В 2019 году Сифуэнтес в составе олимпийской сборной Эквадора стал победителем Панамериканских игр в Перу. На турнире он сыграл в матчах против команд Аргентины, Мексики, Панамы и Перу. В поединке против гондурасцев Лукас забил гол.
За сборную Эквадора Сифуэнтес дебютировал 5 сентября 2019 года в товарищеском матче со сборной Перу.
Сифуэнтес был включён в состав сборной Эквадора на чемпионат мира 2022.

## Статистика

### Сборная
| 2019  | 3  | 0 |
| 2020  | 0  | 0 |
| 2021  | 3  | 0 |
| 2022  | 7  | 0 |
| Всего | 13 | 0 |

| №  | Дата                | Оппонент          | Счёт | Голы | Ассисты | Карточки | Минуты    | Соревнование           |
| -- | ------------------- | ----------------- | ---- | ---- | ------- | -------- | --------- | ---------------------- |
| 1  | 6 сентября 2019     | Перу              | 1:0  | —    | —       | —        | 9'( 81')  | Товарищеский матч      |
| 2  | 11 сентября 2019    | Боливия           | 3:0  | —    | —       | —        | 1'( 89')  | Товарищеский матч      |
| 3  | 13 октября 2019     | Аргентина         | 1:6  | —    | —       | —        | 90'       | Товарищеский матч      |
| 4  | 2 сентября 2021     | Парагвай          | 2:0  | —    | —       | —        | 31'( 59') | Отбор ЧМ-2022-КОНМЕБОЛ |
| 5  | 5 сентября 2021     | Чили              | 0:0  | —    | —       | —        | 57'( 57') | Отбор ЧМ-2022-КОНМЕБОЛ |
| 6  | 5 декабря 2021      | Сальвадор         | 1:1  | —    | —       | —        | 63'( 63') | Товарищеский матч      |
| 7  | 2 июня 2022         | Нигерия           | 1:0  | —    | —       | —        | 86'( 86') | Товарищеский матч      |
| 8  | 6 июня 2022         | Мексика           | 0:0  | —    | —       | 41'      | 68'( 68') | Товарищеский матч      |
| 9  | 23 сентября 2022    | Саудовская Аравия | 0:0  | —    | —       | —        | 64'( 26') | Товарищеский матч      |
| 10 | 27 сентября 2022    | Япония            | 0:0  | —    | —       | —        | 76'( 76') | Товарищеский матч      |
| 11 | 12 ноября 2022      | Ирак              | 0:0  | —    | —       | —        | 63'( 63') | Товарищеский матч      |
| 12 | 20 ноября 2022      | Катар             | 2:0  | —    | —       | —        | 13'( 77') | ЧМ-2022 (группа A)     |
| 13 | 29 ноября 2022 года | Сенегал           | 1:2  | —    | —       | —        | 45'( 46') | ЧМ-2022 (группа A)     |

Итого: сыграно матчей: 13 / забито голов: 0; победы: 5, ничьи: 6, поражения: 2.

## Достижения
Командные
 «Лос-Анджелес»
- Чемпион MLS (обладатель Кубка MLS): 2022
- Победитель регулярного чемпионата MLS: 2022

 Эквадор (до 20)
- Победитель молодёжного чемпионата Южной Америки — 2019